# Sant'Anna d'Alfaedo
Sant'Anna d'Alfaedo is een gemeente in de Italiaanse provincie Verona (regio Veneto) en telt 2544 inwoners (31-12-2004). De oppervlakte bedraagt 43,7 km², de bevolkingsdichtheid is 58 inwoners per km².
De volgende frazioni maken deel uit van de gemeente: Ronconi, Fosse, Giare, Cerna, Sant'Anna, Ceredo.

## Demografie
Sant'Anna d'Alfaedo telt ongeveer 962 huishoudens. Het aantal inwoners daalde in de periode 1991-2001 met 0,8% volgens cijfers uit de tienjaarlijkse volkstellingen van ISTAT.
| Jaar | Inwoneraantal |
| ---- | ------------- |
| 1991 | 2483          |
| 2001 | 2462          |

## Geografie
De gemeente ligt op ongeveer 939 m boven zeeniveau.
Sant'Anna d'Alfaedo grenst aan de volgende gemeenten: Ala (TN), Avio (TN), Dolcè, Erbezzo, Fumane, Grezzana, Marano di Valpolicella, Negrar.